# Schlegel-lándzsakígyó
A Schlegel-lándzsakígyó (Bothriechis schlegelii) a pikkelyes hüllők (Squamata) rendjébe, a kígyók (Serpentes) alrendjébe és a viperafélék (Viperidae) családjába tartozó faj.

## Elterjedése
Közép- és Dél-Amerikában őshonos gödörkésarcú vipera. Mexikó középső részétől egészen a dél-amerikai kontinens legészakibb részéig, Kolumbia északi részéig fordul elő. Ezenkívül Ecuador nyugati részén és Venezuela egy kis részén is előfordul.
A kontinens esőerdeiben fán lakó életmódot folytat, egész életét az ágak között tölti.

## Megjelenése
Testhossza többnyire 60 centiméter, de egyes példányai megnőhetnek akár 80 centiméteresre is. A nőstények, nagyobbak, mint a hímek.
A leggyönyörűbb viperafélék egyike. A faj a legkülönfélébb, a zöldtől és a barnától a rózsaszínen át a citromsárgáig mindenféle színben előfordul, még a fehér sem ritka. A sötétebb színezetű példányok gyakran, feketén, fehéren, vagy vörösen pöttyözöttek. 
A szeme felett apró szarv található. Pikkelyei átfedik egymást.
|                |
| Színváltozatok |

|                           |
| Pöttyözött színváltozatok |

## Életmódja
Éjjel aktív. Táplálékát fákon élő gyíkok, békák, kisemlősök, madarak és fiókáik alkotják. Tipikus csapdaragadozó, amikor egy megfelelő méretű madár, például egy kolibri a közelbe kerül, az ágon függő kígyó hőérzékelőivel beméri a madár pontos helyét, majd támad. Az erős bénító méreg másodperceken belül végez a madárral. Marás után nem engedi el a zsákmányt mert különben az egyszerűen lezuhanna.
Erős neurotoxikus mérge van, az áldozat fulladástól vagy légzésbénulástól hal meg. 
Mérge véralvadást és szövetvérzést okoz.
Szerencsére fán lakó életmódja miatt csak kevés embert mar meg.

## Szaporodása
Elevenszülő, 2-20 ivadékot hoz a világra, akik mindenben hasonlítanak a szüleikre.

## Tartása
Magas, ágakkal, lombokkal ellátott terráriumot igényel. Jól tartható, fogságban is szaporodik, az elpusztított táplálékot is elfogyasztja.

## Fordítás
- Ez a szócikk részben vagy egészben  a   Greifschwanz-Lanzenotter című német Wikipédia-szócikk fordításán alapul.  Az eredeti cikk szerkesztőit annak laptörténete sorolja fel. Ez a jelzés csupán a megfogalmazás eredetét és a szerzői jogokat jelzi, nem szolgál a cikkben szereplő információk forrásmegjelöléseként.